# Théophile de Cesve
Eugène Alexandre André Théophile de Cesve de Rosée (Givet, 1 mei 1803 - Rosée, 20 januari 1881) was een Belgisch senator.

## Biografie
Théophile de Cesve was een zoon van Alexandre de Cesves, burgemeester van Heer en maître de forges, en Henriette Launoy. Hij trouwde in 1828 met Jeanne de Jacquier de Rosée (1805-1872). Ze hadden twee dochters en een zoon. Hij was de schoonvader van graaf Eugène van der Stegen de Schrieck, provincieraadslid van Namen en senator. Zijn kleindochter trouwde met jhr. Charles Mincé du Fontbaré.
Hij was burgemeester van Rosée van 1848 tot 1854.
In 1852 werd hij katholiek senator voor het arrondissement Philippeville en behield dit mandaat tot in 1859.